# La doppia ora
La doppia ora è un film del 2009, diretto da Giuseppe Capotondi, all'esordio nella regia cinematografica dopo aver diretto per anni videoclip musicali. Protagonisti della pellicola sono Ksenia Rappoport e Filippo Timi.

## Trama
Sonia viene da Lubiana e fa la cameriera in un albergo. Guido è un ex-poliziotto che lavora come custode in una villa. I due si conoscono durante uno speed date; quando i due stanno per innamorarsi, vengono entrambi coinvolti in una rapina che si conclude con l'apparente morte di Guido. Sonia trascorre i giorni seguenti avendo sporadici ed inquietanti segni della presenza di Guido che lei pensava morto. Si scopre inoltre che la rapina era stata organizzata dal ragazzo di Sonia, con la complicità di Sonia stessa. Seguono episodi drammatici quali la morte di Margherita (amica di Sonia) ed il tentativo di omicidio di Sonia da parte di un cliente dell'albergo nel quale lei lavora.
Ben presto la verità viene a galla: durante la rapina il proiettile che aveva oltrepassato il corpo di Guido, senza causargli gravi lesioni, aveva successivamente colpito la testa di Sonia mandandola in coma. Le voci e le visioni che lei sentiva durante il coma, erano in realtà reali manifestazioni della presenza di Guido al capezzale del suo letto. Dopo essersi rimessa Sonia torna alla sua abitazione e instaura un forte rapporto con Guido, il quale nel frattempo cerca lavoro dopo essere stato licenziato dalla mansione di custode. Tuttavia il coinvolgimento di Sonia nella rapina e la sua intenzione di scappare a Buenos Aires con il fidanzato-rapinatore sono reali. Guido inizialmente incapace di arrendersi all'evidenza dei fatti, ottiene le prove che cerca ed ha l'occasione di incastrare Sonia ed il suo compagno, ma alla fine rinuncia, lasciando che Sonia se ne vada per la sua strada.

## Colonna sonora
La colonna sonora è composta da musiche originali di Pasquale Catalano e da brani post-rock americani e canadesi.
1. A Beautiful Lie - Thirty Seconds to Mars
2. Remnant - Devin Sarno
3. In Between Days - The Cure
4. Antennas to Heaven - Godspeed You! Black Emperor
5. 13 Angels Standing Guard 'Round The Side Of Your Bed - A Silver Mt. Zion
6. Leave Be - Nels Cline e Devin Sarno
7. Esquimalt harbour - Set Fire to Flames
8. 09-15-00 (part one) - Godspeed You! Black Emperor
9. East Hastings - Godspeed You! Black Emperor
10. Built then burnt - Thee Silver Mt. Zion Memorial Orchestra & Tra-La-La Band
11. Love Song for 15 Ontario - Set Fire to Flames
12. La vida es un Carnaval - Lucy

## Distribuzione
Il film è stato presentato in anteprima nel settembre 2009, in concorso alla 66ª Mostra internazionale d'arte cinematografica di Venezia, e successivamente è stato inserito in concorso anche al Toronto International Film Festival.
È stato distribuito in Italia dalla Medusa Film il 9 ottobre 2009, ed è stato in seguito distribuito all'estero in lingua originale.

## Incassi
A fronte di un budget di produzione di circa 4.300.000 dollari, la pellicola ha incassato globalmente 2.715.751 dollari, di cui 1.182.547 in Italia, 18.262 in Belgio, e 1.514.942 negli Stati Uniti d'America.

## Riconoscimenti
- 2009 - Mostra internazionale d'arte cinematografica
  - Coppa Volpi per la migliore interpretazione femminile a Ksenia Rappoport
  - Premio Francesco Pasinetti - Miglior protagonista maschile a Filippo Timi
  - Premio Arca Cinemagiovani - Miglior film italiano a Giuseppe Capotondi
- 2010 - European Film Awards
  - Nomination Miglior rivelazione a Giuseppe Capotondi
- 2010 - David di Donatello
  - Nomination Miglior regista esordiente a Giuseppe Capotondi
- 2010 - Nastro d'argento
  - Nomination Miglior regista esordiente a Giuseppe Capotondi
  - Nomination Migliore colonna sonora a Pasquale Catalano (ex aequo per Christine Cristina e Mine vaganti)
- 2010 - Galway Film Fleadh
  - Best First Feature - 2nd place a Giuseppe Capotondi
- 2011 - Bastia Italian Film Festival
  - Nomination Gran premio della giuria a Giuseppe Capotondi
- 2011 - Pula Film Festival
  - Special Mention - Young Film Lovers Jury a Giuseppe Capotondi (ex aequo con The Housemaid di Im Sang-soo)
  - Nomination Best Film a Giuseppe Capotondi

## Remake
Nel settembre 2009, durante la 66ª Mostra internazionale d'arte cinematografica di Venezia il regista e gli attori avevano scherzato con i giornalisti sull'opportunità che venisse realizzato un remake statunitense della pellicola. Il mese successivo il produttore Nicola Giuliano aveva annunciato di aver ricevuto molte richieste per l'acquisto dei diritti della pellicola dagli Stati Uniti, per realizzarne un rifacimento in lingua inglese. Nel novembre 2011 è stato confermato il progetto del remake americano del film, diretto da Joshua Marston.